# Douglasgran
Douglasgran (Pseudotsuga) er en slægt med fem arter af store nåletræer, som er udbredt langs vestkysten af Nordamerika og i Kina og Japan. De kan kendes på de bløde, ikke-stikkende nåle og de små, hængende kogler med synlige frøskæl. Douglasgraner er blandt verdens højeste træer, og også i Danmark har de højderekorden. I møbelindustrien kaldes veddet for "Oregon Pine".
| Beskrevne arter |

- Douglasgran  (Pseudotsuga menziesii)
  - Blå douglasgran (Pseudotsuga menziesii var. glauca)
  - Grøn douglasgran (Pseudotsuga menziesii var. menziesii)
- Japansk douglasgran  (Pseudotsuga japonica)

| Andre arter |

- Pseudotsuga macrocarpa
- Pseudotsuga sinensis